# Tharros
Tharros est un port antique punico-romain de la Sardaigne, près de la ville actuelle d'Oristano, sur la péninsule du Sinis.

## Histoire
Tharros a été fondée par les Phéniciens près du village nuragique préexistant. Les Phéniciens échangeaient leurs marchandises contre du sel et des matières premières dont était riche la Sardaigne et que la civilisation nuragique utilisait (notamment le bronze). 
La péninsule du capo San Marco dans le golfe d'Oristano se prêtait particulièrement pour la création d'une ville ; il s'agit d'un port naturel. Quand les bateaux franchissaient le capo San Marco, le temple dédié à Baal se révélait devant eux. La ville passa sous domination romaine à la suite de la première guerre punique. Le temple fut détruit et remplacé par un temple consacré à une divinité romaine.